# Sandra Schäfer
Sandra Schäfer (geboren 1970 in Altenkirchen (Westerwald)) ist Künstlerin. Sie lebt in Berlin und München, wo sie seit 2020 Professorin an der Akademie der Bildenden Künste München im Studiengang Kunstpädagogik ist. Dort leitet sie eine Klasse für Bild- und Raumpolitiken.

## Ausbildung
Nach dem Studium der Politikwissenschaften und Freie Kunst bei Dorothee von Windheim und Urs Lüthi von 1991 bis 1998 an der Universität Kassel, folgte 1995 und 1996 das Studium bei Stuart Brisley, Lis Rhodes und Tim Head an der Slade School of Fine Arts, University College in London. Ein Postgraduiertenstudium Medienkunst / Film konnte von 1999 bis 2004 an der Hochschule für Gestaltung Karlsruhe bei Andrei Ujica und Boris Groys absolviert werden; 2018 der Abschluss der Promotion mit einem Ph.D. in Art an der HfbK Hamburg, begleitet von Brad Butler, Michaela Ott und Harun Farocki (bis 2014).

## Arbeitsweise
Sandra Schäfer arbeitet mit Video, Installation und Fotografie. In ihrer künstlerischen Arbeit beschäftigt sie sich mit Politiken des Visuellen und deren räumlicher Inszenierung.
Sie unterzieht dabei Dokumente, Filme, Bilder, Orte und Architektur einer Neubetrachtung und untersucht so deren ideologischen, ästhetischen und politischen Dimensionen. In ihrer Doktorarbeit in Kunst an der HfbK Hamburg betrachtet sie wie militante Bild- und Raumpolitiken in das Verhältnis von Macht, Gewalt und Befreiung eingreifen. 2020 wurde diese unter dem Titel Moments of Rupture: Space, Militancy & Film im Verlag Spector Books veröffentlicht. Seit 2018 beschäftigt sich Schäfer auch mit den Veränderungen von Landschaft, Landwirtschaft, Fragen der Bildproduktion und Klassismus. Eine Auswahl wurde 2021 in der Ausstellung Kontaminierte Landschaften in der Camera Austria gezeigt. 2021 ist hierzu die Publikation Contested Landscapes in den Verlagen Archive Books und Camera Austria erschienen.
Schäfer arbeitet in kollektiven Zusammenhängen mit Personen aus Kunst, Politik, Aktivismus und Theorie in Kabul, Teheran, London, Barcelona, Istanbul, Beirut und Berlin. Sie hat 2003 zusammen mit Jochen Becker und Madeleine Bernstorff das Filmfestival Kabul/Teheran 1979ff: Filmlandschaften, Städte unter Stress und Migration an der Volksbühne Berlin und im Filmkunsthaus Babylon kuratiert. Von 2004 bis 2008 hat sie gemeinsam mit Personen aus Kunst und Aktivismus aus Berlin, Kabul und Barcelona Filmfestivals und Workshops in Kabul, Berlin, Hamburg, Kassel, Barcelona und Madrid realisiert. In diesem Zusammenhang ist auch ihr Film Passing the Rainbow (mit Elfe Brandenburger und Personen des Films, Schauspiels und Aktivismus aus Kabul) entstanden. Von 2010 bis 2016 war sie Mitglied des feministischen Filmverleihs Cinenova in London, von dem sie seitdem assoziiertes Mitglied ist. 2022 hat sie gemeinsam mit Joseph Rostum, Studierenden der Akademie der Bildenden Künste München und der Lebanese Academy of Fine Arts in Beirut sowie in Partnerschaft mit UMAM Documentation & Research Beirut das Projekt archive of the unknown – Baalbeck Studios Beirut als Teil des Composting Knowledge Netzwerks im Rahmen der documenta fifteen realisiert.
Schäfers Filme und Videoinstallationen sind im Verleih des Arsenal – Institut für Film und Videokunst zu finden.

## Stipendien und Preise (Auswahl)
- 2019 Recherchestipendium, Berliner Senat
- 2016 Arbeitsstipendium, Berliner Senat
- 2013 Global-Stipendium (Beirut), Berliner Senat
- 2012 Artist in Residence, Institut für Kunst und Theorie, Künstlerhaus Büchsenhausen, Innsbruck
- 2011 Artist in Residence, BM Contemporary Art Centre in Istanbul
- 2010 Artist in Residence, Forschungszentrum für Transnationale Kunst, Identität und Nation (TrAIN) am University College London
- 2003 Artist in Residence, Schloß Bleckede
- 2000 European media artist in residence, Artec, London
- 1995 Stipendiatin des Otto-Braun-Fonds

## Ausstellungen, Projektionen (Auswahl)
- 2022 archive of the unknown – Baalbeck Studios Beirut, Composting Knowledge Network, documenta fifteen, Kassel[8]
- 2022 Gruppenausstellung, Nach August Sander – Menschen des 21. Jahrhunderts, MGK Museum für Gegenwartskunst, Siegen
- 2021 Contaminated Landscapes, Solo Show, Camera Austria, Graz[9]
- 2019 (Re)Constructed Uncertainties Haret Hreik, solo show, The Hangar UMAM, Beirut
- 2019 Sandra Schäfer: Double Feature, Schirn Kunsthalle, Frankfurt[10]
- 2019 Videoart at Midnight, Kino Babylon Berlin
- 2018 Geographies of Imagination, Savvy Contemporary, Berlin
- 2017 If Not for That Wall: Imagined Life in a Museum Vitrine, Contemporary Image Collective, Kairo
- 2017 Constructed Futures: Haret Hreik – Forum Expanded, Berlin Berlinale[11]
- 2016 Traversing the Phantasm, 66. Berlinale Forum Expanded, Berlin
- 2016 Pluriversale V, Filmforum im Museum Ludwig, Köln
- 2016, Staging is Politics, mumok, Wien[12]
- 2015 Regarding Spectatorship, Kunstraum Kreuzberg/Bethanien, Berlin
- 2015 Başakşehir: Bir Kent Modeli, solo show, Studio-X, Istanbul
- 2014 Başakşehir: An Urban Model, solo show (mit Ayşe Çavdar), Glasmoog, Kunsthochschule für Medien Köln
- 2013 Demonstrationen. Vom Werden normativer Ordnungen, Frankfurter Kunstverein[13]
- 2013 select & dispossess, Filmfestival mit Cinenova, Kunsthalle Exnergasse, Wien
- 2011 Are you recording? Depot, Istanbul[14]
- 2011/2011 Reproductive Labour, The Showroom, London
- 2010 Friedensschauplätze / Theatre of Peace: Frieden und Sichtbarkeit in der asymmetrischen Welt, neue Gesellschaft für bildende Kunst  (nGbK), Berlin[15]
- 2008 stagings, solo show (mit Nacir Alqas, Elfe Brandenburger, Aiqela Rezaie, Saba Sahar and Diana Saqeb), Jet, Berlin
- 2008 Re-Imaging Asia, Haus der Kulturen der Welt, Berlin
- 2008 Working Documents, La Virreina, Barcelona
- 1998, sub fiction, 3. Werkleitz Biennale, Halle[16]

## Video-, Filmografie, Fotografien & Installationen (Auswahl)
- 2025 Into the Magnetic Fields, Berlin Short Film Festival, Babylon Cinema  Berlin

- 2023 she is silent when she sews, she is silent for hours, she is silent, and she is thinking; 4 archival pigment prints, fabric, Alu-Dibond, Plexiglas, Glas, Ahornrahmen
- 2022 Reel 57; Film & Videoinstallation, Leuchtbox; 15 Min.
- 2021 what futures are promised, what futures are forgotten? Reading a Family Archive; 45 s/w Fotografien, 3 Farbfotografien, Plexiglas, Tischlerplatte Gabun, unbehandeltes Stahl, 2 Videos
- 2020 Westerwald: Eine Heimsuchung; Film & Videoinstallation; 44 Min.[17]
- 2017 Constructed Futures: Haret Hreik, Videoinstallation; 27 Min.[18]
- 2016 Mleeta; Videoinstallation; 12 Min.
- 2014 Başakşehir: An Urban Model; Videoinstallation; 13 Min., 21 Min., 12 Min., 10 Min., 17 Min., 10 Min., 15 Min.[19]
- 2013 Notes on Pasolini’s Form of a City. Sana’a, Sabaudia, Rome; Videoinstallation; 25 Min.[20]
- 2011 on the set of 1978ff; Videoinstallation; 58 Min.
- 2008 to act in history; Videoinstallation; 21 Min.
- 2007 Passing the Rainbow; Film; 71 Min. mit Elfe Brandenburger
- 2006 Traversée de la Mangrove; Film; 38 Min., mit Elfe Brandenburger, Frauke Krahnert und Teodora Tabacki
- 2004 The Making of a Demonstration; Film; 10 Min.
- 2001 A country‘s new dawn; Film; 5 Min.
- 2000 Die unsichtbare Dienstleistung; Videoinstallation; 4 Min.
- 1999 Kontaktfreudig, offen und gewandt im Umgang; Videoinstallation; 7 Min.
- 1998 Mensch,Tanja!; Videoinstallation; 2 × 30 Min., 2 × 15 Min., 1 × 10 Min., 2 × 8 Min.
- 1997 England-Deutschland; Videoinstallation; 171 Min.
- 1996 Doch bin ich wirklich; Videoinstallation; 38 Min.

## Veröffentlichungen (Auswahl)
- 2022 Contested Landscapes, Sandra Schäfer, Archive Books, Berlin; Camera Austria, Graz
- 2020 Moments of Rupture: Space, Militancy & Film, Sandra Schäfer, metroZones 15, Spector Books, Leipzig[21]
- 2015 Başakşehir: An Urban Model, Heike Ander (Hg.), Verlag der Kunsthochschule für Medien Köln
- 2009 stagings: Kabul, Film & Production of Representation, metroZones/media 2, b_books, Berlin[22]
- 2006 Kabul, Teheran 1979ff: Filmlandschaften, Städte unter Stress und Migration, Sandra Schäfer, Jochen Becker und Madeleine Bernstorff (Hg.), metroZones 6, b_books, Berlin[23]